# Mekarjaya (Bungbulang)
Mekarjaya is een bestuurslaag in het regentschap Garut van de provincie West-Java, Indonesië. Mekarjaya telt 6212 inwoners (volkstelling 2010).